# Logică matematică
Logica matematică este un subdomeniu al matematicii. Este de obicei divizată în următoarele subdomenii: teoria modelelor, teoria demonstrației, teoria mulțimilor și teoria recursivității. Cercetarea din domeniul logicii matematice a contribuit la, și a fost motivată de, studiul fundamentelor matematicii, dar logica matematică conține, de asemenea, și probleme ce aparțin matematicii pure, care nu sunt legate direct de fundamentele matematicii. 
O temă unificatoare în logica matematică este studiul puterii expresive a logicii formale și a sistemelor de demonstrație.
Denumirile anterioare ale logicii matematice au fost cele de logică simbolică (opusă logicii filosofice) și metamatematică. Primul termen este încă folosit (ca în Association for Symbolic Logic = Asociere pentru Logica simbolică), dar ultimul termen este folosit azi pentru a desemna anumite aspecte ale teoriei demonstrației.
George Boole este creatorul logicii simbolice moderne. In 1847 a subliniat izomorfismul diverselor tipuri de raționamente.